# Combat de Hayfield
Guerre de Red Cloud
Batailles
- Crazy Woman's Fork
- Bataille de Fetterman
- Combat de Hayfield
- Combat de Wagon Box

Le combat de Hayfield (littéralement « combat du pré de fauche ») est un affrontement de la guerre de Red Cloud qui eut lieu le 1er août 1867 près de Fort C. F. Smith dans le Territoire du Montana. Un groupe composé d'une vingtaine de soldats de l'armée américaine et de civils occupés à faucher du foin à quelques kilomètres du fort a été attaqué par plusieurs centaines de guerriers amérindiens, principalement des Cheyennes. Malgré leur infériorité numérique, les Américains sont parvenus à repousser plusieurs assauts amérindiens jusqu'à l'arrivée de troupes de Fort C. F. Smith.